# زیردریایی کلاس یونو
زیردریایی کلاس یونو (به انگلیسی: Yono-class submarine) یک کلاس از زیردریایی است که طول آن 20-22 m می‌باشد.